# Osvaldo Lopes
Osvaldo Lopes de Oliveira Júnior (Belo Horizonte, 28 de dezembro de 1967), mais conhecido como Osvaldo Lopes, é um político brasileiro. Atualmente é vereador em Belo Horizonte pelo Partido Republicanos, já foi deputado estadual.
O vereador tem um filho e duas enteadas. Tem como principal a defesa da causa animal. Foi criador dos dois únicos hospitais veterinários gratuitos de Minas Gerais e autor da lei do fim das carroças na capital, que acontecerá em 22 de janeiro de 2026. Enquanto deputado estadual, foi responsável por destinar emendas parlamentares para a realização de programa de castrações gratuitas do estado, quando cerca de 225 mil animais foram atendidos. Atuou ainda como vice-presidente da Comissão para Tombamento da Serra do Curral. 

## Carreira Política

#### Câmara Municipal de Belo Horizonte
Em 2016, foi eleito para a Câmara Municipal de Belo Horizonte com 3.018 votos, representando a sigla do Partido Humanista da Solidariedade. Durante os dois primeiros anos de mandato no legislativo, apresentou 45 projetos de lei, se destacando por apresentar o PL que propunha a transição gradativa das carroças e charretes em Belo Horizonte por veículos motorizados. A proposta foi aprovada em em 15 de dezembro de 2020 pela Câmara Municipal e se tornou o Programa "Carreto do Bem" após sanção do então prefeito Alexandre Kalil em 23 de janeiro de 2021.  

#### Assembleia Legislativa de Minas Gerais
Nas eleições de 2018, foi eleito deputado estadual com 31.161 votos. Em seu mandato, atuou pela criação do Hospital Público Veterinário de Belo Horizonte.
Osvaldo Lopes retornou à Câmara Municipal de Belo Horizonte em 2025 pelo Republicanos, com 10.345 votos. Anteriormente, ocupou o cargo de secretário adjunto de Meio Ambiente na Prefeitura de BH em 2023.